# Andreas Mihavecz
 (septembre 2019).
Andreas Mihavecz est un Autrichien de Brégence qui détient le record de survie la plus longue sans nourriture ni liquide. Son calvaire est documenté dans le Guinness des records.
Le 1er avril 1979, l'apprenti-maçon, alors âgé de 18 ans, fut placé en garde à vue après avoir été le passager d'une voiture accidentée et fut complètement oublié des trois policiers chargés de son cas, chacun pensait que les deux autres avaient déjà libéré Mihavecz. Ils ont également ignoré les supplications de sa mère, soucieuse de ce qui aurait pu arriver à son fils.
Comme sa cellule était au sous-sol, personne ne pouvait entendre ses cris. Il perdit finalement 24 kg, et parvint à survivre grâce à l'eau issue de la condensation des murs. Dix-huit jours plus tard, le 19 avril, un policier qui travaillait dans le sous-sol pour une entreprise indépendante a ouvert sa cellule après s'être aperçu de la puanteur qui s'en dégageait. Mihavecz eut besoin de plusieurs semaines pour recouvrer sa santé.
Dans le procès pénal qui a suivi, les trois policiers se sont mutuellement accusés. À la fin, ils ont été condamnés à une amende d'un montant équivalant à 2 000 €, en l'absence de preuve de négligence criminelle ou de l'identité du principal responsable. Deux ans plus tard, cependant, un tribunal civil octroya à Mihavecz 250 000 schillings autrichiens (environ 19 000 €) en guise de réparation.
Le cas de Mihavecz a par la suite été inclus à tort dans la première édition d'un livre allemand sur les légendes urbaines, en tant que forme actualisée d'un conte folklorique allemand médiéval du paysan oublié dans les geôles,.